# Шиянь
Шиянь (кит. спр. 十堰市, піньїнь: Shíyàn Shì) — місто-округ у центральнокитайській провінції Хубей.

## Географія
Шиянь розташовується у північно-західній частині провінції.

### Клімат
Місто знаходиться у зоні, котра характеризується вологим субтропічним кліматом. Найтепліший місяць — липень із середньою температурою 26 °C (78.8 °F). Найхолодніший місяць — січень, із середньою температурою 2.1 °С (35.8 °F).
| Клімат Шияня            | Клімат Шияня | Клімат Шияня | Клімат Шияня | Клімат Шияня | Клімат Шияня | Клімат Шияня | Клімат Шияня | Клімат Шияня | Клімат Шияня | Клімат Шияня | Клімат Шияня | Клімат Шияня | Клімат Шияня |
| Показник                | Січ.         | Лют.         | Бер.         | Квіт.        | Трав.        | Черв.        | Лип.         | Серп.        | Вер.         | Жовт.        | Лист.        | Груд.        | Рік          |
| Середній максимум, °C   | 7,2          | 9            | 14,4         | 20,7         | 25,4         | 29,7         | 31,1         | 30,5         | 24,8         | 20,2         | 14,3         | 8,9          | 19,7         |
| Середня температура, °C | 2,1          | 3,7          | 8,6          | 14,7         | 19,6         | 23,9         | 26           | 25,5         | 20           | 15,1         | 9,3          | 4            | 14,4         |
| Середній мінімум, °C    | −3,2         | −1,4         | 3,2          | 9            | 13,8         | 18,5         | 21,7         | 21           | 15,8         | 10,4         | 4,3          | −1,5         | 9,3          |
| Норма опадів, мм        | 9.8          | 16.9         | 39.3         | 72.9         | 91.6         | 94.7         | 142.5        | 125.8        | 111.7        | 72.5         | 34.6         | 10.9         | 823.2        |
| Днів з опадами          | 6,8          | 7,5          | 10,6         | 12,6         | 12,7         | 11,2         | 13,7         | 12,8         | 14,8         | 13,5         | 11,7         | 7,6          | 135,5        |
| Вологість повітря, %    | 65.8         | 66.4         | 67.5         | 70.3         | 69.8         | 66.4         | 74.6         | 74.8         | 76.1         | 75.1         | 73.6         | 68.7         | 70.8         |
| ----------------------- | ------------ | ------------ | ------------ | ------------ | ------------ | ------------ | ------------ | ------------ | ------------ | ------------ | ------------ | ------------ | ------------ |
| Джерело: Weatherbase    |              |              |              |              |              |              |              |              |              |              |              |              |              |